# Heminothrus carinatus
Heminothrus carinatus är en kvalsterart som först beskrevs av Banks 1910.  Heminothrus carinatus ingår i släktet Heminothrus och familjen Camisiidae. Inga underarter finns listade i Catalogue of Life.